# Saint-Amand-en-Puisaye
Saint-Amand-en-Puisaye là một xã của tỉnh Nièvre, thuộc vùng Bourgogne-Franche-Comté, miền trung nước Pháp.